# Freneuse-sur-Risle
Freneuse-sur-Risle és un municipi francès situat al departament de l'Eure i a la regió de Normandia. L'any 2007 tenia 337 habitants.

## Demografia

### Població
El 2007 la població de fet de Freneuse-sur-Risle era de 337 persones. Hi havia 140 famílies, de les quals 32 eren unipersonals (20 homes vivint sols i 12 dones vivint soles), 56 parelles sense fills, 40 parelles amb fills i 12 famílies monoparentals amb fills.
La població ha evolucionat segons el següent gràfic:
Habitants censats

### Habitatges
El 2007 hi havia 206 habitatges, 140 eren l'habitatge principal de la família, 48 eren segones residències i 18 estaven desocupats. 199 eren cases i 4 eren apartaments. Dels 140 habitatges principals, 118 estaven ocupats pels seus propietaris, 19 estaven llogats i ocupats pels llogaters i 3 estaven cedits a títol gratuït; 2 tenien una cambra, 7 en tenien dues, 18 en tenien tres, 47 en tenien quatre i 66 en tenien cinc o més. 136 habitatges disposaven pel capbaix d'una plaça de pàrquing. A 56 habitatges hi havia un automòbil i a 75 n'hi havia dos o més.

### Piràmide de població
La piràmide de població per edats i sexe el 2009 era:
| Homes | Edats   | Dones |
| ----- | ------- | ----- |
| 0     | 95 o +  | 0     |
| 0     | 90 a 94 | 0     |
| 0     | 85 a 89 | 0     |
| 4     | 80 a 84 | 0     |
| 8     | 75 a 79 | 12    |
| 8     | 70 a 74 | 12    |
| 4     | 65 a 69 | 12    |
| 8     | 60 a 64 | 4     |
| 4     | 55 a 59 | 8     |
| 4     | 50 a 54 | 20    |
| 12    | 45 a 49 | 8     |
| 16    | 40 a 44 | 28    |
| 8     | 35 a 39 | 4     |
| 12    | 30 a 34 | 4     |
| 12    | 25 a 29 | 16    |
| 0     | 20 a 24 | 4     |
| 24    | 15 a 19 | 4     |
| 16    | 10 a 14 | 20    |
| 12    | 5 a 9   | 0     |
| 12    | 0 a 4   | 0     |

## Economia
El 2007 la població en edat de treballar era de 231 persones, 163 eren actives i 68 eren inactives. De les 163 persones actives 149 estaven ocupades (93 homes i 56 dones) i 14 estaven aturades (6 homes i 8 dones). De les 68 persones inactives 26 estaven jubilades, 19 estaven estudiant i 23 estaven classificades com a «altres inactius».

### Ingressos
El 2009 a Freneuse-sur-Risle hi havia 143 unitats fiscals que integraven 347 persones, la mediana anual d'ingressos fiscals per persona era de 19.029 €.

### Activitats econòmiques
Dels 7 establiments que hi havia el 2007, 1 era d'una empresa de construcció, 2 d'empreses d'hostatgeria i restauració, 1 d'una empresa immobiliària, 2 d'empreses de serveis i 1 d'una empresa classificada com a «altres activitats de serveis».
Dels 2 establiments de servei als particulars que hi havia el 2009, 1 era un guixaire pintor i 1 perruqueria.
L'any 2000 a Freneuse-sur-Risle hi havia 15 explotacions agrícoles que ocupaven un total de 111 hectàrees.

## Equipaments sanitaris i escolars
El 2009 hi havia una escola elemental.

## Poblacions més properes
El següent diagrama mostra les poblacions més properes.